# Rotes Stadtbuch (Hannover)
Das Rote Stadtbuch ist eine Buchreihe der Stadt Hannover aus dem Mittelalter, die im Stadtarchiv Hannover verwahrt wird.

## Geschichte
Das Rote Stadtbuch, auch als „liber civitatis“ oder „Stadt-Denck-Buch“ bezeichnet, wurde aufgrund seines rot eingefärbten Leder-Umschlages so genannt. Die Buchreihe enthält hauptsächlich Protokolle der Ergebnisse von Verhandlungen vor dem Rat der Stadt Hannover, insbesondere Vorgänge um die Freiwillige Gerichtsbarkeit.
Die gebundenen Handschriften wurden von 1358 an zunächst regelmäßig bis 1430 fortgeschrieben. Anschließend enthalten sie bis 1474 nur noch sporadische Einträge.
Als Beginn der Geschichtsschreibung der Stadt Hannover gelten die Einträge um die Jahre
- 1491; behandelnd Cord Borgentrick und das Ende einer Belagerung durch die Truppen von Herzog Heinrich des Älteren zu Braunschweig und Lüneburg, sowie
- 1534; schildert die Reformation in Hannover[1] (siehe auch Dietrich Arnsborg).

Der letzte Eintrag in das Rote Stadtbuch wurde 1662 vorgenommen.

## Geschichtsschreibung in Hannover
„Einen knappen Überblick über die Geschichte der hannoverschen Stadtgeschichtsschreibung gibt der Katalog zur Ausstellung Hannover schriftlich. Stadtgeschichte in Quellen, Chroniken und Darstellungen aus Stadtarchiv und Stadtbibliothek, Hannover 1991“